# باري أوكلي
باري أوكلي (بالإنجليزية: Barry Oakley)‏ (24 فبراير 1931، ملبورن في أستراليا)؛ روائي أسترالي. درس في جامعة ملبورن.